# Вја Леопарди (Милано)
Вја Леопарди је насеље у Италији у округу Милано, региону Ломбардија.
Према процени из 2011. у насељу је живело 37 становника. Насеље се налази на надморској висини од 150 м.